# Javier Zamora
Javier Zamora Pedreira (Madrid, 24 ottobre 1984) è un allenatore di pallacanestro spagnolo.